# Hamarshlíð
Hamarshlíð är ett berg i republiken Island. Det ligger i regionen Norðurland vestra, 200 km norr om huvudstaden Reykjavík. Toppen på Hamarshlíð är 508 meter över havet, eller 137 meter över den omgivande terrängen. Bredden vid basen är 3,8 km.
Trakten runt Hamarshlíð är nära nog obefolkad, med mindre än två invånare per kvadratkilometer. Närmaste större samhälle är Blönduós, omkring 18 kilometer sydväst om Hamarshlið. Trakten runt Hamarshlíð består i huvudsak av gräsmarker.